# Шіїно Сюо
Шіїно Сюо (1908—1978) — японський зоолог, спеціалізувався на вивченні ракоподібних ряду Tanaidacea.

## Біографія
Народився 1 січня 1908 у місті Нагоя. У 1927—1930 роках вивчав зоологію в Кіотському університеті. Отримав ступінь магістра. Його вчителями були Комаї Таку та Окада Йо — піонери польової зоології Японії. З 1931 року працював у Лабораторії морської зоології Кіотського університету. У 1941 році отримав ступінь доктора наук. Займався вивченням морських ракоподібних Японії, Південно-Східної Азії та Океанії. Описав декілька десятків нових таксонів ракоподібних.